# Birgus latro
Il paguro del cocco (Birgus latro Linnaeus 1767), detto anche granchio del cocco, è un paguro terrestre famoso per la sua abilità di rompere le noci di cocco con le sue forti chele per mangiarne il contenuto. Viene talvolta chiamato "granchio ladro" (in inglese robber crab) o "ladro delle palme" (in tedesco Palmendieb), perché alcuni granchi del cocco rubano oggetti luccicanti come padelle e argenteria da case e tende. È anche noto come terrestrial hermit crab ("paguro terrestre"), a causa dell'uso di conchiglie da parte dei giovani individui (tuttavia il termine paguro terrestre si applica anche ad altri paguri terrestri, come per esempio il paguro terrestre australiano Coenobita variabilis). Il granchio del cocco ha differenti nomi locali, come, ad esempio, ayuyu a Guam, unga o kaveu. Nonostante il nome "granchio del cocco", non è un vero granchio, ma per l'appunto un paguro.

## Descrizione

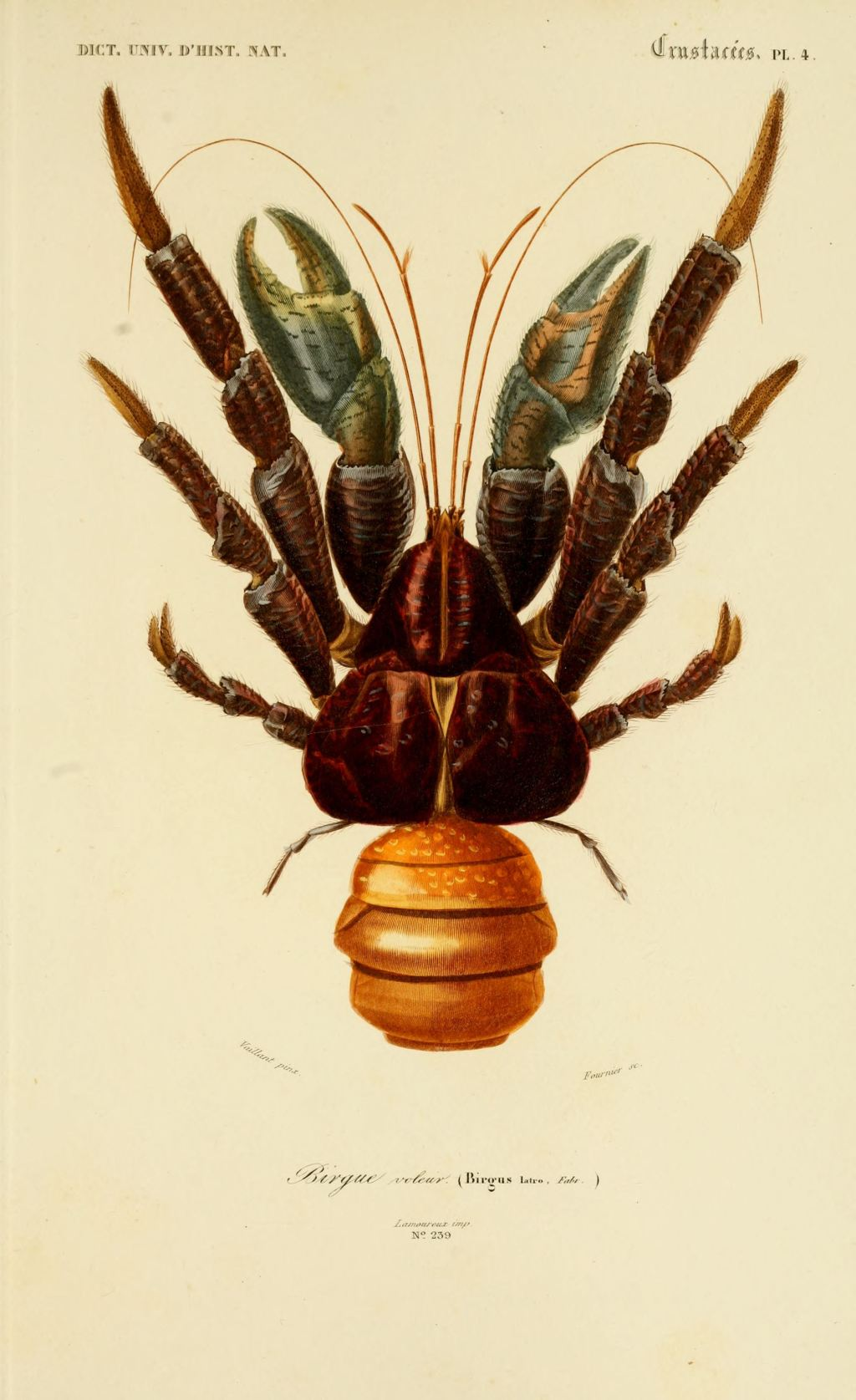
Immagine di un granchio del cocco dal Dictionnaire D'Histoire Naturelle del 1849

Gli esemplari di questa specie raggiungono in media fino a 4 kg di peso, 400 mm di lunghezza del corpo, un metro di apertura delle zampe, con i maschi generalmente più grandi delle femmine (dimorfismo sessuale). Alcuni autori hanno descritto esemplari con pesi fino a più di 17 kg e una lunghezza del corpo di 1 m. Si crede che questo sia vicino al limite teorico per un artropode terrestre; quando il corpo è sostenuto dall'acqua, sono invece possibili dimensioni maggiori (vedi ad esempio, il granchio ragno giapponese Macrocheira kaempferi). Possono raggiungere un'età di 30-60 anni. Il corpo del granchio del cocco è, come quello di tutti i crostacei decapodi, diviso in una sezione frontale (cefalotorace), sulla quale si trovano gli arti ambulatori (5 per lato) e un addome. Il primo paio di arti è munito di massicce chele, generalmente asimmetriche, usate per frantumare e portare alla bocca il cibo e in grado di sollevare oggetti pesanti fino a 29 kg. Il secondo e il terzo paio di arti invece sono privi di chele, e terminano con robusti unghioni; l'animale si serve di questi arti per spostarsi e per arrampicarsi su rocce e alberi. Il quarto paio di zampe reca alle estremità delle piccole chele; negli altri paguri esso serve a bloccare il corpo dell'animale all'interno delle conchiglie in cui esso vive, mentre nel granchio del cocco (che da adulto non utilizza conchiglie) viene impiegato per spostarsi e per trattenere oggetti al pari degli arti precedenti.  L'ultimo paio di zampe è quasi atrofico, e viene esclusivamente utilizzato per pulire gli organi respiratori (branchie modificate). In posizione di riposo questi piccoli arti sono tenuti ripiegati sotto al carapace nella cavità respiratoria.
Sebbene il Birgus latro sia un paguro a tutti gli effetti, soltanto i giovani esemplari recuperano conchiglie di gastropodi per proteggere l'addome (che nei paguri è chitinizzato solo in parte e quindi vulnerabile). Gli adulti invece non trasportano conchiglie, dal momento che con la crescita l'addome si ispessisce grazie alla deposizione di chitina e carbonato di calcio. Normalmente l'addome viene tenuto ripiegato al di sotto del cefalotorace, in maniera analoga a quella dei veri granchi. La crescita, a causa dell'esoscheletro, è caratterizzata da mute effettuate ad intervalli periodici. Complessivamente il processo richiede circa 30 giorni, durante i quali l'animale prima smette di nutrirsi e cerca riparo in buche o cavità (spesso scavandole direttamente), e successivamente si libera del vecchio esoscheletro; subito dopo la muta, l'animale continua a restare nascosto fino a quando il nuovo esoscheletro non è completamente indurito.
I granchi del cocco non sono più in grado di sopravvivere a lungo completamente immersi in acqua. Infatti, le branchie si sono specializzate per formare un organo chiamato polmone branchiostegale, che si può interpretare come un adattamento evolutivo intermedio tra le branchie e i polmoni, per consentire la respirazione sulla terraferma. I polmoni branchiostegali sono situati all'interno delle camere branchiali ai lati del cefalotorace in corrispondenza degli arti ambulatori. Dal punto di vista strutturale il tessuto è simile a quello che si trova nelle branchie, ma è adattato all'assorbimento di ossigeno dall'aria, piuttosto che dall'acqua. Tali organi hanno bisogno di essere mantenuti costantemente inumiditi per adempiere alle loro funzioni, pertanto il granchio regolarmente strofina i polmoni mediante l'ultimo paio di arti, mantenuti bagnati. I granchi del cocco possono bere anche acqua (salata, dolce o salmastra), portando acqua alla bocca mediante le chele. Un granchio del cocco mantenuto forzatamente immerso annega nel giro di poche ore o minuti, a seconda del livello di stress e di attività, poiché i polmoni branchiostegali non sono in grado di estrarre sufficiente ossigeno dall'acqua.
I sensi maggiormente sviluppati sono l'olfatto e il tatto. La maggior parte dei crostacei decapodi acquatici utilizza le antenne e le antennule per captare gli odori dispersi in acqua, mediante recettori specializzati detti estetaschi. Tali recettori possono determinare sia la concentrazione, sia la direzione dello stimolo olfattivo. Tuttavia in ambiente terrestre tali recettori non sarebbero di alcuna utilità; pertanto, nei granchi del cocco i recettori presenti sulle antenne sono strutturati in modo relativamente simile a quello degli insetti, venendo perciò chiamati sensilli. Questo costituisce un esempio di convergenza evolutiva tra crostacei e insetti, dettato da condizioni ambientali simili. Per aumentare la ricezione degli odori, i granchi del cocco muovono a scatti le antenne e le antennule, analogamente agli insetti.
Il senso del tatto è invece maggiormente concentrato sugli arti e sulle chele, grazie a numerosi peli sensoriali sparsi su tutta la loro superficie. Gli occhi, relativamente piccoli rispetto al volume del corpo, sono invece impiegati soprattutto per individuare oggetti o altri animali in movimento, quindi come mezzo per avvistare potenziali predatori. Non sono invece di particolare aiuto nella ricerca del cibo.

## Riproduzione
I granchi ladri si accoppiano sulla terraferma nel periodo fra maggio e settembre, soprattutto in luglio e agosto. Il maschio e la femmina mettono in atto un rituale di corteggiamento particolarmente intenso, quasi simile ad un "combattimento", terminato il quale il maschio gira la femmina sul dorso per accoppiarsi. L'intera procedura richiede circa un quarto d'ora. Poco dopo, la femmina depone le uova fecondate e le fa aderire alla parte inferiore del suo addome, trasportandole per alcuni mesi. Al momento della schiusa, di solito in ottobre o in novembre, la femmina si porta in prossimità del mare, rilasciando poi le larve in mare approfittando dell'alta marea. Queste larve vengono chiamate zoee.
Le larve nuotano nell'oceano per 28 giorni, nutrendosi di plancton. In seguito migrano sul fondale vicino alla costa, comportandosi come normali paguri e utilizzando conchiglie vuote come protezione per altri 28 giorni circa, spostandosi ogni tanto sulla terraferma. Trascorso questo periodo di adattamento, lasciano l'acqua per sempre e perdono l'abilità di respirare sommersi. Per circa 1 o 2 anni vivono sulla terraferma come veri e propri paguri di terra, utilizzando conchiglie o pezzi di noci di cocco per proteggere l'addome. In seguito l'addome si sclerifica e abbandonano questi rifugi. Dopo circa 4-8 anni dalla nascita, i granchi del cocco sono in grado di riprodursi a loro volta. Questo periodo di sviluppo è insolitamente lungo per un crostaceo. 

## Dieta

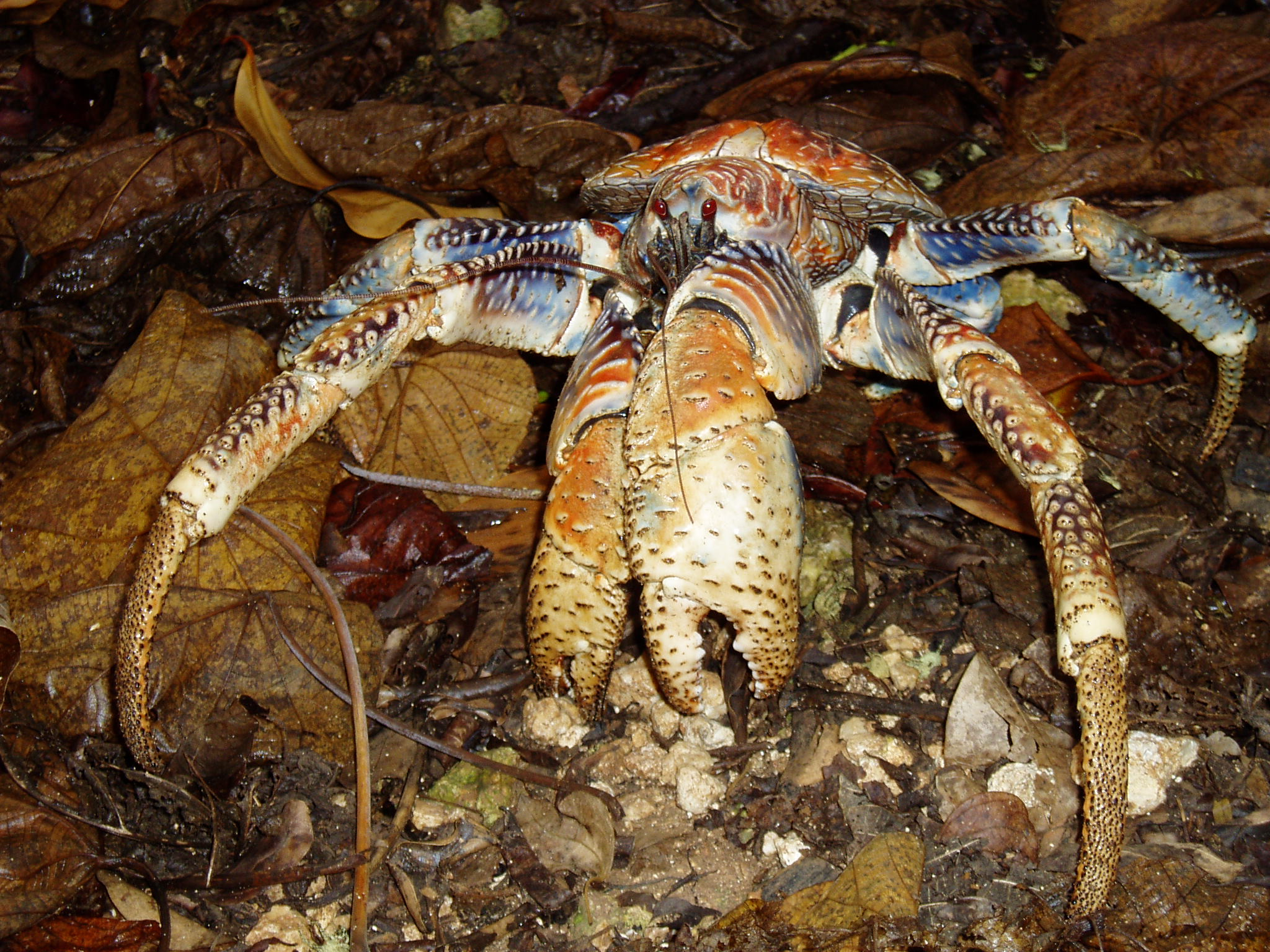
I granchi del cocco variano in dimensioni e colori

La dieta del granchio del cocco consiste soprattutto di materiale vegetale reperito a terra come frutta, compresi fichi e noci di cocco, foglie e detrito. Quando riescono a reperirlo, si nutrono anche di cibo di origine animale come carcasse, insetti, altri crostacei, uova e piccoli di tartaruga, ecc. I granchi del cocco spesso cercano di rubarsi il cibo a vicenda e lo portano nelle loro tane per poterlo mangiare indisturbati.
Il granchio del cocco si arrampica sugli alberi sia per mangiare noci di cocco o altri frutti che per sfuggire al caldo o ai predatori. Sebbene si ritenga che i granchi taglino le noci di cocco dall'albero per mangiarle per terra (da cui il nome "ladro dei cocchi"), secondo l'ex biologo tedesco Holger Rumpf (talvolta scritto Rumpff), l'animale non è abbastanza evoluto per programmare un'azione tanto complessa, pertanto farebbe semplicemente cadere accidentalmente la noce di cocco mentre cerca di aprirla sull'albero.
Si è dubitato per lungo tempo che il granchio del cocco potesse aprire le noci di cocco e, durante alcuni esperimenti, alcuni esemplari erano morti di inedia sebbene fossero circondati da noci di cocco. Tuttavia, negli anni ottanta, Rumpf riuscì a osservarli e a studiarli mentre aprivano noci di cocco in libertà. Il granchio ha sviluppato una tecnica speciale per fare ciò: se la noce di cocco è ancora coperta del guscio, usa le sue chele per strapparne via delle strisce, cominciando sempre dal punto con i tre pori germinativi (il gruppo di tre cerchiolini che si trova a una estremità della noce di cocco). Una volta che i pori sono visibili, il granchio fa leva con le sue chele contro uno di essi finché si spacca.

## Habitat
I granchi ladri vivono da soli in tane sotterranee e fenditure rocciose, a seconda del terreno locale, ma principalmente si scavano la propria tana nella sabbia o nel terreno morbido. Durante il giorno, l'animale rimane nascosto, sia per proteggersi dai predatori sia per ridurre la perdita d'acqua per il caldo, tant'è che per creare dentro la tana l'umido microclima necessario ai suoi organi respiratori, il granchio ladro tiene chiusa l'entrata con una delle sue chele. In aree con una grande popolazione di granchi ladri, alcuni possono anche uscire durante il giorno, forse per acquistare un vantaggio nella ricerca del cibo, comunque l'attività diurna è più comune se è umido o piove, poiché queste condizioni permettono loro di respirare con maggiore facilità. Questi artropodi vivono quasi esclusivamente sulla terraferma: sono stati trovati esemplari lontani anche 6 km dall'oceano.

## Distribuzione

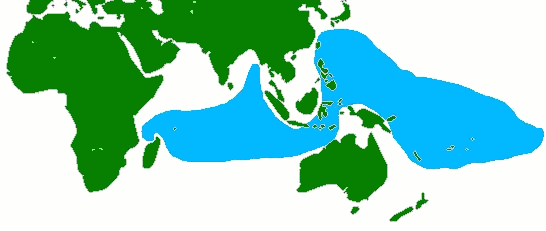
Areale del granchio del cocco

I granchi del cocco vivono in zone sparse fra l'oceano Indiano e l'oceano Pacifico occidentale. La popolazione più grande e meglio preservata del mondo si trova sull'isola di Natale, nell'oceano Indiano. Vaste popolazioni esistono anche nelle isole Cook (nel Pacifico), soprattutto in Pukapuka, Suwarrow, Mangaia, Takutea, Mauke, Atiu e la più piccola Palmerston. Altre popolazioni esistono alle Seychelles, soprattutto in Aldabra, nelle isole Gloriose, in Astove, nell'isola di Assumption, e in Cosmoledo, ma il granchio del cocco è estinto nelle isole centrali. Se ne conoscono anche su diverse delle isole Andamane e Nicobare, nel golfo del Bengala. Ci sono alcune differenze di colore tra gli animali situati su isole diverse, che spaziano dal viola chiaro al marrone, passando per il porpora intenso.
Poiché non possono nuotare da adulti, i granchi ladri devono aver colonizzato le isole spostandosi con le correnti allo stadio di larve, le quali possono nuotare. Tuttavia, a causa delle grandi distanze fra le isole, alcuni ricercatori ritengono che uno stadio larvale di appena 28 giorni non sia abbastanza per coprire tali distanze e suppongono che la specie possa aver raggiunto alcune zone del suo areale trasportata, come giovani o adulti, su legni o altri oggetti galleggianti.
Alcune aree potenzialmente idonee alla specie, come il Borneo, l'Indonesia o la Nuova Guinea, attualmente non ospitano granchi. La scomparsa della specie è probabilmente da imputare alle popolazioni locali, che se ne sono cibate fino ad estinguerli.

## Stato di conservazione
Secondo i criteri della lista rossa della IUCN, non ci sono abbastanza dati per decidere se il granchio del cocco sia una specie a rischio, ed è pertanto etichettata DD (in inglese, data deficient, ossia "dati insufficienti"). Tuttavia, secondo alcuni resoconti, le popolazioni sono abbastanza grandi, con una delle più vaste nell'isola Carolina. Si crede che il granchio ladro sia abbastanza comune su alcune isole, ma piuttosto raro su altre. L'espansione edilizia costiera su molte isole riduce l'habitat naturale del crostaceo.
I giovani granchi del cocco sono vulnerabili ai carnivori introdotti come ratti, maiali o formiche come la formica pazza gialla. Invece i granchi adulti non hanno predatori naturali, e vengono mangiati solo dagli umani.
In generale, sembra che popolazioni umane numerose abbiano un effetto negativo sulla popolazione di granchi del cocco, e, in alcune aree, si riporta che le popolazioni sono in diminuzione a causa dell'eccessivo sviluppo agricolo. Il granchio del cocco è preservato con l'istituzione di alcune aree protette, col divieto di caccia nel periodo degli accoppiamenti, e l'obbligo a non cacciare esemplari con dimensioni inferiori a una soglia fissata.

## Nella cultura di massa
Questo crostaceo eremita, con le sue dimensioni e la sua forza intimidenti, detiene un posto d'onore nella cultura degli isolani. Il paguro del cocco viene mangiato dalle popolazioni autoctone del Pacifico ed è considerato una specialità e un afrodisiaco, con un gusto simile all'aragosta e al normale granchio. Le parti più pregiate sono le uova nel corpo della femmina e il grasso dell'addome. I paguri del cocco possono essere cotti in maniera simile alle aragoste, bollendoli o cuocendoli a vapore. Le varie isole hanno anche una gamma di ricette, come, ad esempio, il paguro del cocco cotto nel latte di cocco.
Benché il granchio del cocco di per sé non sia velenoso, può diventarlo a seconda della sua alimentazione, e si sono registrati casi di tossicità delle sue carni. Si crede che il veleno venga da tossine vegetali, il che spiegherebbe perché alcuni animali siano velenosi e altri no. Può essere anche possibile che questo veleno sia considerato un sorta di afrodisiaco, similmente a quanto accade per il pesce palla in Giappone. Tuttavia, i granchi del cocco non sono un prodotto commerciale e non vengono, di solito, venduti.
I granchi del cocco si cacciano meglio nelle notti senza luna con il terreno umido, usando torce; il tempo migliore sono le tre notti che seguono la luna nuova. Possono essere cacciati anche durante il giorno, ma questo implica scavare per raggiungerli nelle loro tane o accendere un fuoco per stanarli col fumo dai loro nascondigli. Viene anche suggerito di spargere delle metà di noci di cocco bruciate per attrarli.
I bambini, a volte, giocano con giovani esemplari di granchi del cocco, facendo molta attenzione. Una tecnica consiste nell'ingannarli mettendo dell'erba bagnata inclinata su una palma su cui è salito un granchio. Quando l'animale scende, crede che l'erba sia il terreno e lascia la sua presa dal tronco dell'albero, e quindi cade.
Il granchio del cocco è ammirato per la sua forza, e si dice che gli autoctoni usino questo animale per far la guardia alle loro piantagioni di cocco. Un granchio del cocco può anche attaccare una persona se minacciato. Si vendono anche granchi del cocco, soprattutto se non sono ancora completamente maturi, come animali da compagnia, ad esempio a Tokyo. La gabbia deve essere abbastanza forte in modo che il crostaceo non possa usare le sue forti chele per fuggire.
Barbascura X, YouTuber e divulgatore scientifico ha realizzato insieme allo YouTuber e musicista Mark the Hammer, un singolo dal titolo  Alfonso, il granchio del cocco, per il video del format Scienza Brutta del primo, in cui ci si riferiva ironicamente al granchio dello cocco, con il soprannome di Alfonso.
Il Pokémon Crabrawler è basato su questo crostaceo.